# Joan Olibó
Joan Olibó (Sant Cebrià de Rosselló, 24 d'octubre del 1909 - 5 de juliol del 2000) va ser un polític i escriptor nord-català que havia estat alcade de Sant Cebrià del 1956 al 1989.

## Biografia
Militant socialista, adherit als 22 anys a la SFIO, i amic de Léon Blum i d'André Malraux, es distingí pel suport que prestà als exiliats republicans en acabada la guerra civil espanyola, especialment pel camp de presoners que el govern francès establí al seu poble. Funcionari territorial departamental, va ser un dels primers càrrecs destituïts pel govern de Vichy. Durant la Segona Guerra Mundial va ser responsable departamental en la clandestinitat, i formà part de la xarxa Louis Brun de resistència i evasió cap a Espanya de membres de la resistència. A aquesta xarxa, creada per indicació del president Companys també hi participaren catalans del sud com Heribert Barrera, Octavi Viladrosa, Manuel Viusà, i Joan Fanega. Alcalde de Sant Cebrià des del 1956, el 1962 convencé el pintor François Desnoyer de crear una fundació al poble per a la difusió de la seva obra artística.; el pintor feu donació de gran part de la seva col·lecció, així com el seu arxiu personal. El 1974, Olibó va erigir un monument al president Companys, obra de Miquel Paredes prop del desaparegut camp de refugiats i el 1977 acollí a l'ajuntament la constitució de l'organisme consultiu de la Presidència de la Generalitat de Catalunya. Escrigué 26 llibres en francès.
L'ajuntament de Sant Cebrià li va dedicar l'escola pública Collège Alice et Jean Olibo.

## Obres
- Jean Olibo Bretagne mienne Perpignan, Le livre de l'amitié, 1951
- Roussillon terre des dieux, le livre de mon pays Perpignan: Impr. du Midi, 1952
- Saint Cyprien de Desnoyer Perpignan: Imp. du Midi, 1970
- Parcours, "Paco", Espagne 1936-1939 Perpignan: Éditions du Castillet, 1972 (reeditat el 2009, éd. Cap Bear)
- Simples Histoires Perpignan: Les Éd. du Castillet, [1974]
- Mains jointes, France 1940-1945 Perpignan: [s.n.], [1976?]
- Chemins et sentiers Barcelona: Argos Vergara, 1979 ISBN 8449928303
- Confidences [Perpignan]: [J. Olibo], 1981
- Les aventures de Toto le lapin blanc Perpignan: Éd. du Castillet, 1982
- Nuit et jours Perpignan: Éd. du Castillet, 1984